# Château de Belbeuf
Pour les articles homonymes, voir Belbeuf (homonymie).
Le château de Belbeuf est une demeure du XVIIIe siècle, construit pour Jean Pierre Prosper Godart de Belbeuf, troisième marquis de Belbeuf, qui se dresse sur le territoire de la commune française de Belbeuf, dans le département de la Seine-Maritime, en région Normandie.
Le château, non ouvert à la visite, est recensé à l'Inventaire général du patrimoine culturel.

## Localisation
Le château est situé sur la commune de Belbeuf, dans le département français de la Seine-Maritime.

## Historique
Un manoir est construit au XVIe siècle. En mauvais état, il est démoli pour servir de matériaux de construction au nouveau château. De cette époque, seul subsiste le colombier polygonal.
Jean Pierre Prosper Godart de Belbeuf, procureur général au Parlement de Normandie, marquis de Belbeuf, fait construire un nouveau château de 1764 à 1780, suivant ses propres plans. Il fait appel à Jean Boullenois, Le Charpentier, Brune et Jean Chevallier pour le décor intérieur. Le parc est dessiné par Legris.
Edifié en brique et pierre, le château domine la Seine.
Son fils Louis-Pierre-François Godart de Belbeuf y meurt en 1832.
Antoine-Louis-Pierre-Joseph Godart de Belbeuf y meurt en 1872.
En 1906, au décès de Jacques Godart de Belbeuf, dernier marquis de Belbeuf, le château devint par succession la propriété de la famille de Mathan. En 1930, le comte Raoul de Mathan, cousin du marquis de Belbeuf et ancien maire de Belbeuf, vend le domaine à Me Jallu, avocat au barreau de Paris. 
Pendant la Seconde Guerre mondiale, il est occupé par le chef de char du 3e Reich, Michael Wittmann, en 1943-1944, avec son épouse, puis par des réfugiés. Dépouillé de son décor, le château est laissé à l'abandon. La charpente s'effondre en 1956. Une vente aux enchères en 1957 disperse les biens de valeur. En 1958, les « Anciennes Mutuelles » (devenues Axa), dont le siège, place de la Cathédrale à Rouen, avait été détruit pendant la guerre, acquièrent le château et son domaine.
Les Anciennes Mutuelles font alors construire un immeuble pour abriter leur nouveau siège dans le parc de Belbeuf, sur un promontoire dominant la Seine, et font restaurer le château. Cette installation, un nouveau départ pour l'Ancienne Mutuelle, est inaugurée en 1968.

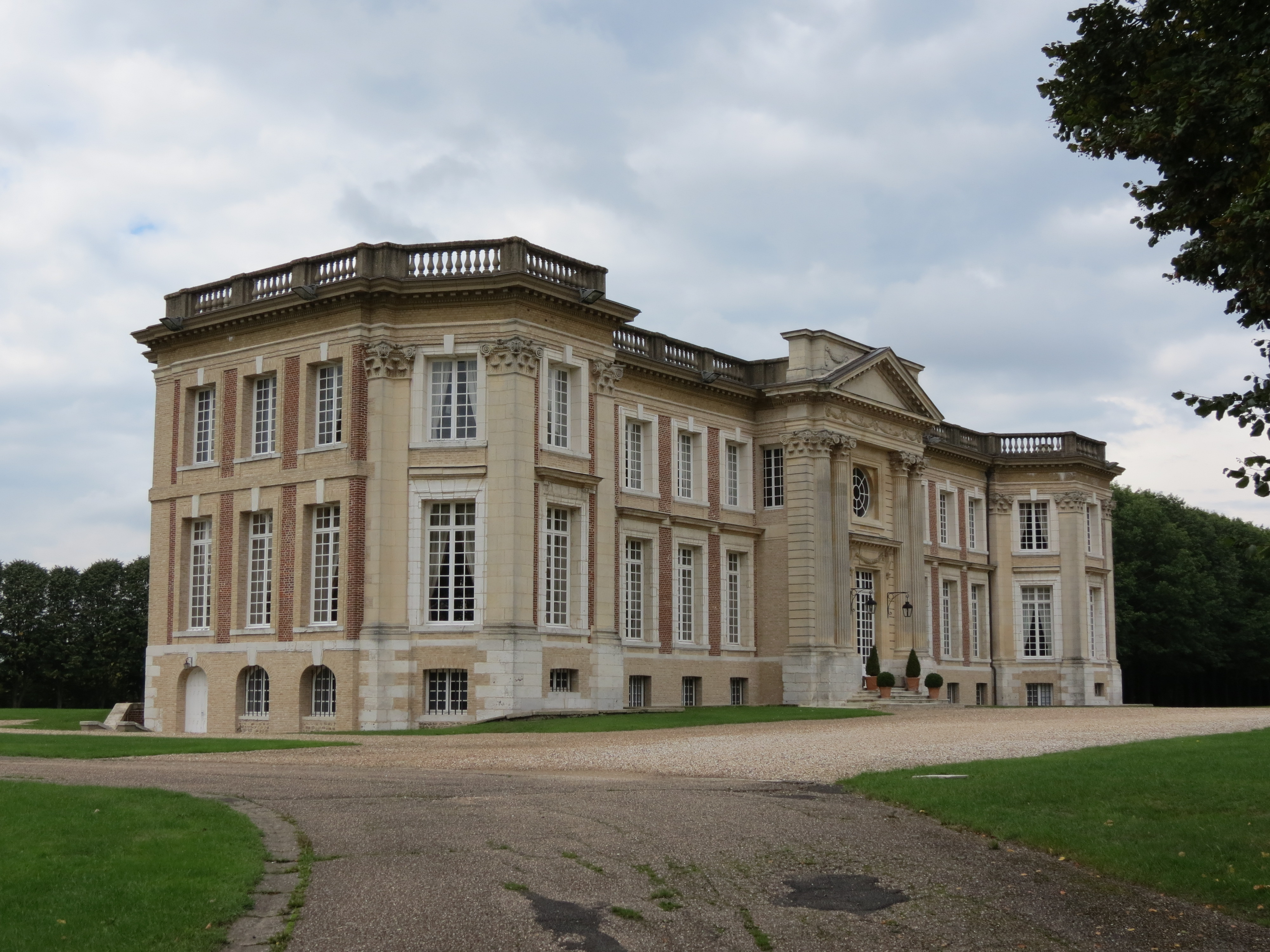
Château de Belbeuf - Façade d'arrivée (nord)

Restauré, le château perd sa toiture d'origine, composée de plusieurs pavillons couverts en ardoise, remplacée par un toit terrasse cerné de balustres. Les espaces intérieurs sont restructurés pour être convertis en locaux administratifs à l'usage de l'Ancienne Mutuelle. L'enfilade de salons du rez de chaussée, ornée d'un décor de boiseries de style néo-classique, est convertie en vastes espaces de réunions. 
La majestueuse cage d'escalier centrale est conservée, avec sa rampe d'escalier en fer forgé, son décor de pilastres, mais perd le dôme qui la surmontait,. Le parc est replanté et retrouve ses avenues.
Mis en vente en 2017 par AXA en vue de son déménagement à Isneauville, Le château et son domaine sont repris en 2020 par un aménageur. Le château est revendu la même année au maroquinier rouennais Paul Marius, qui le fait restaurer durant quatre ans. En décembre 2022, l'ancien siège d'AXA finit d'être totalement déconstruit pour être remplacé par un lotissement.
Le château peut à présent être loué pour l'organisation d'évènements.

## Description
Le château est couvert d'une terrasse à balustrades depuis la perte de ses toitures. L'escalier d'honneur est décoré d'une rampe en fer forgé.

## Galerie

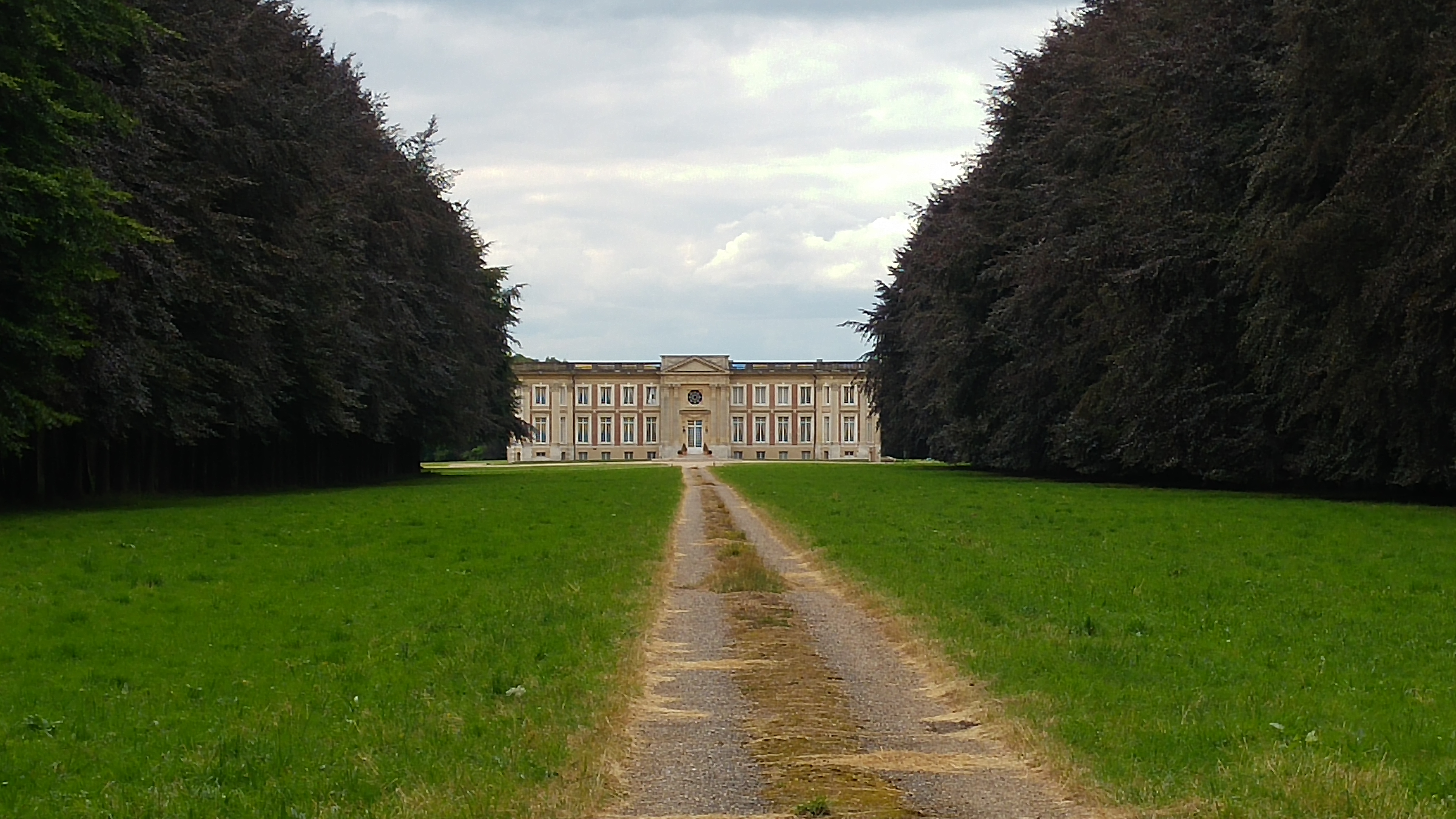
Château de Belbeuf - Avenue et façade d'arrivée (nord)
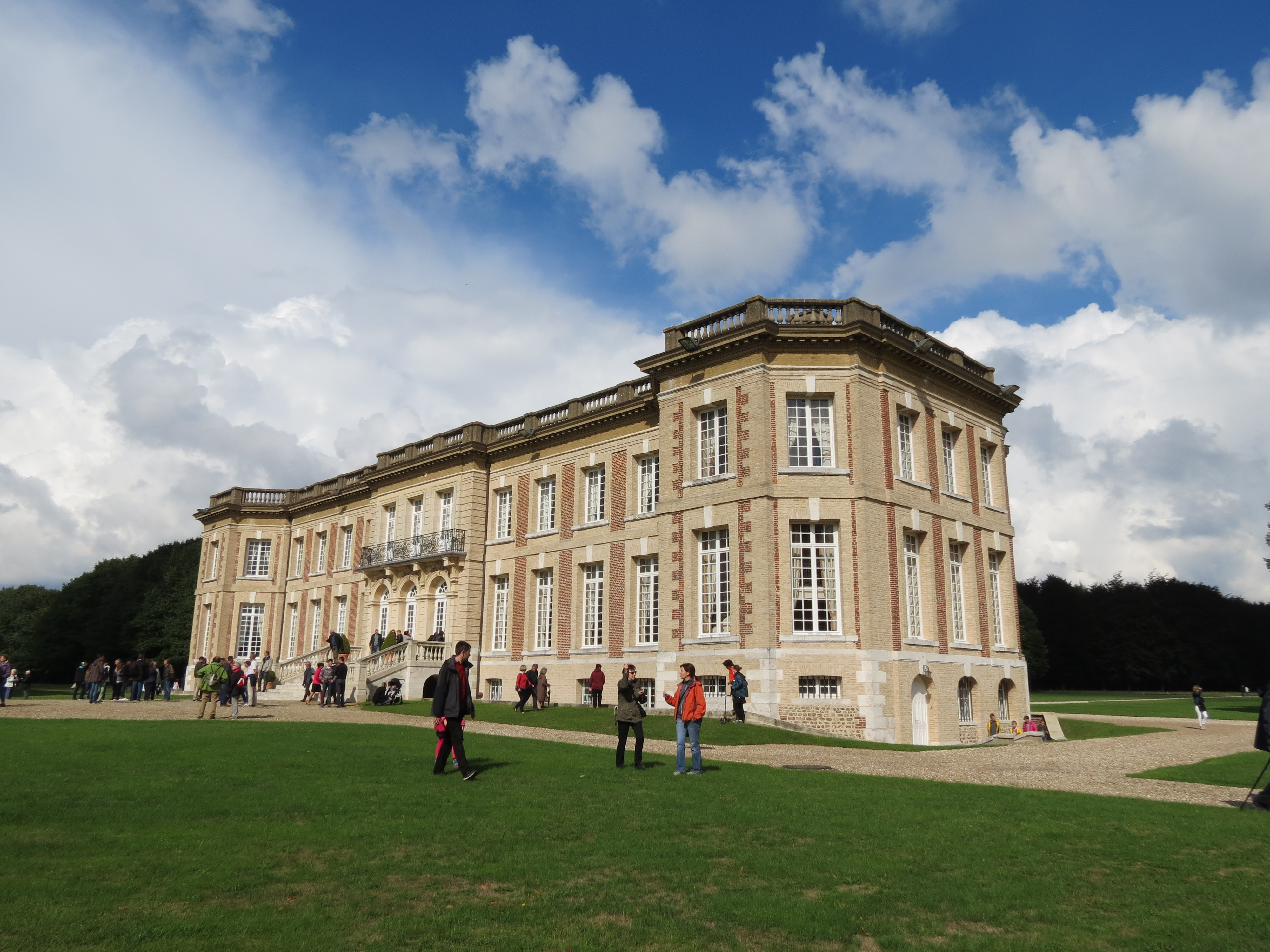
Château de Belbeuf - Façade sud.
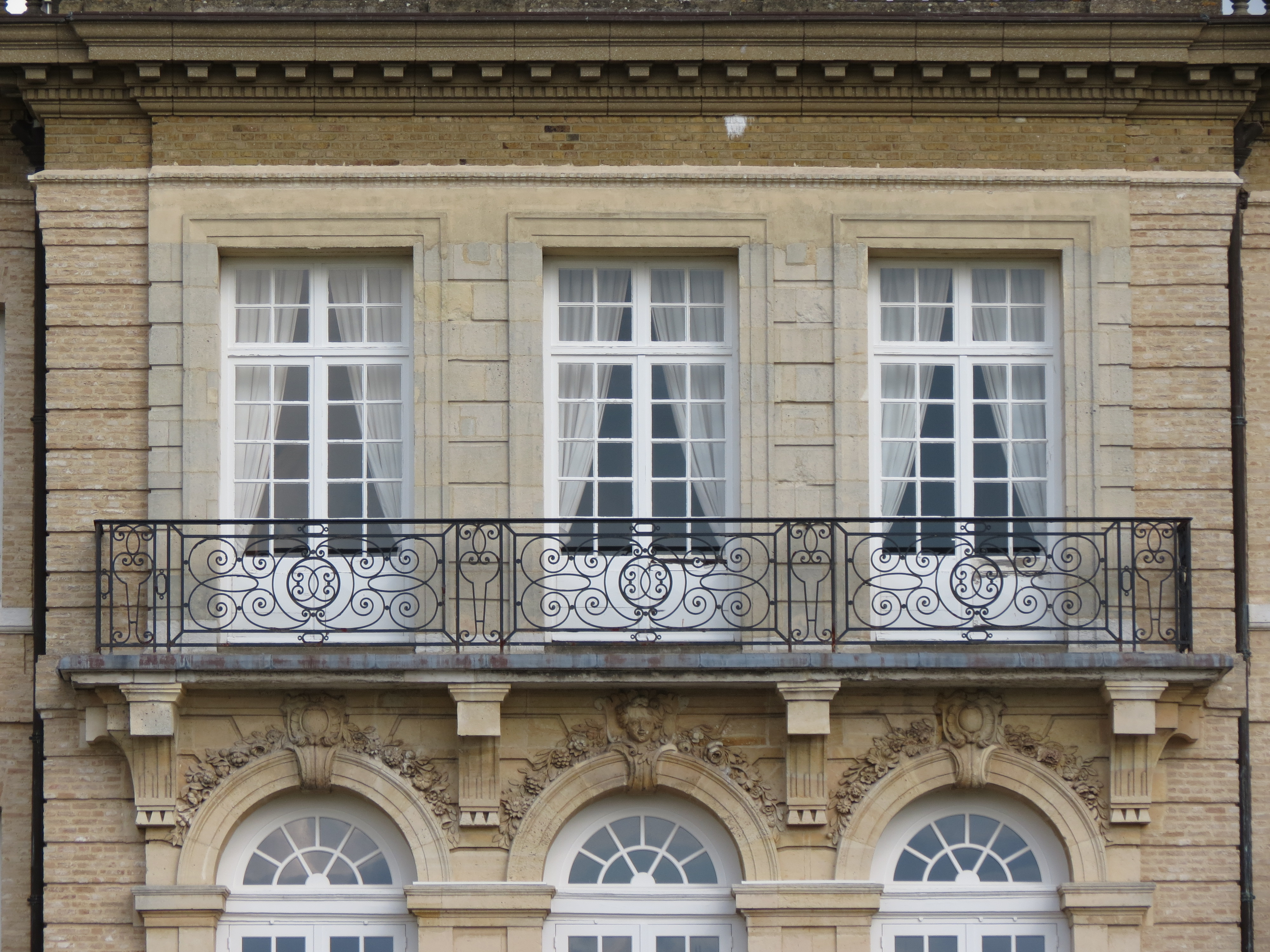
Château de Belbeuf - Avant-corps central côté sud
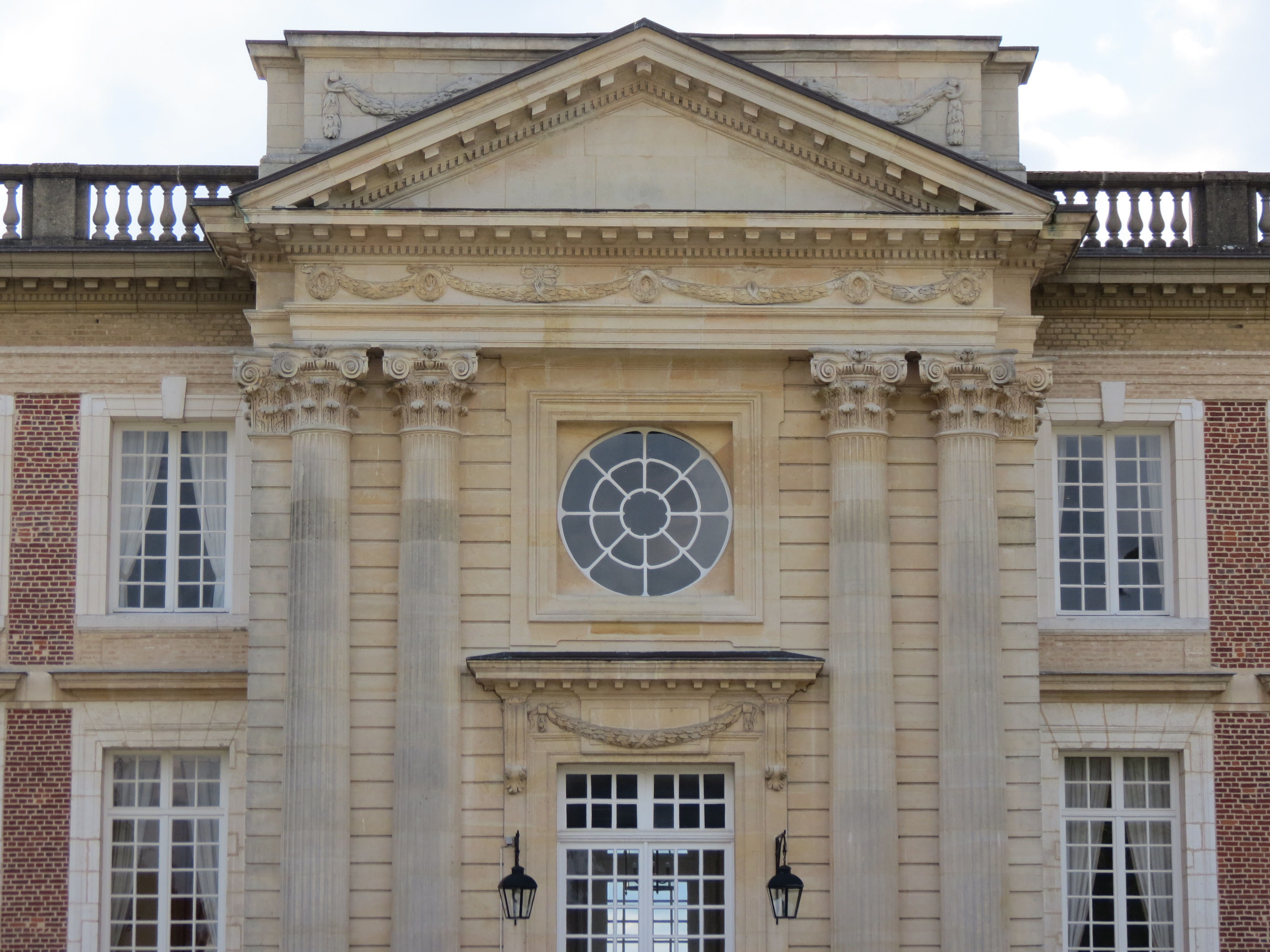
Château de Belbeuf - Avant-corps central côté nord
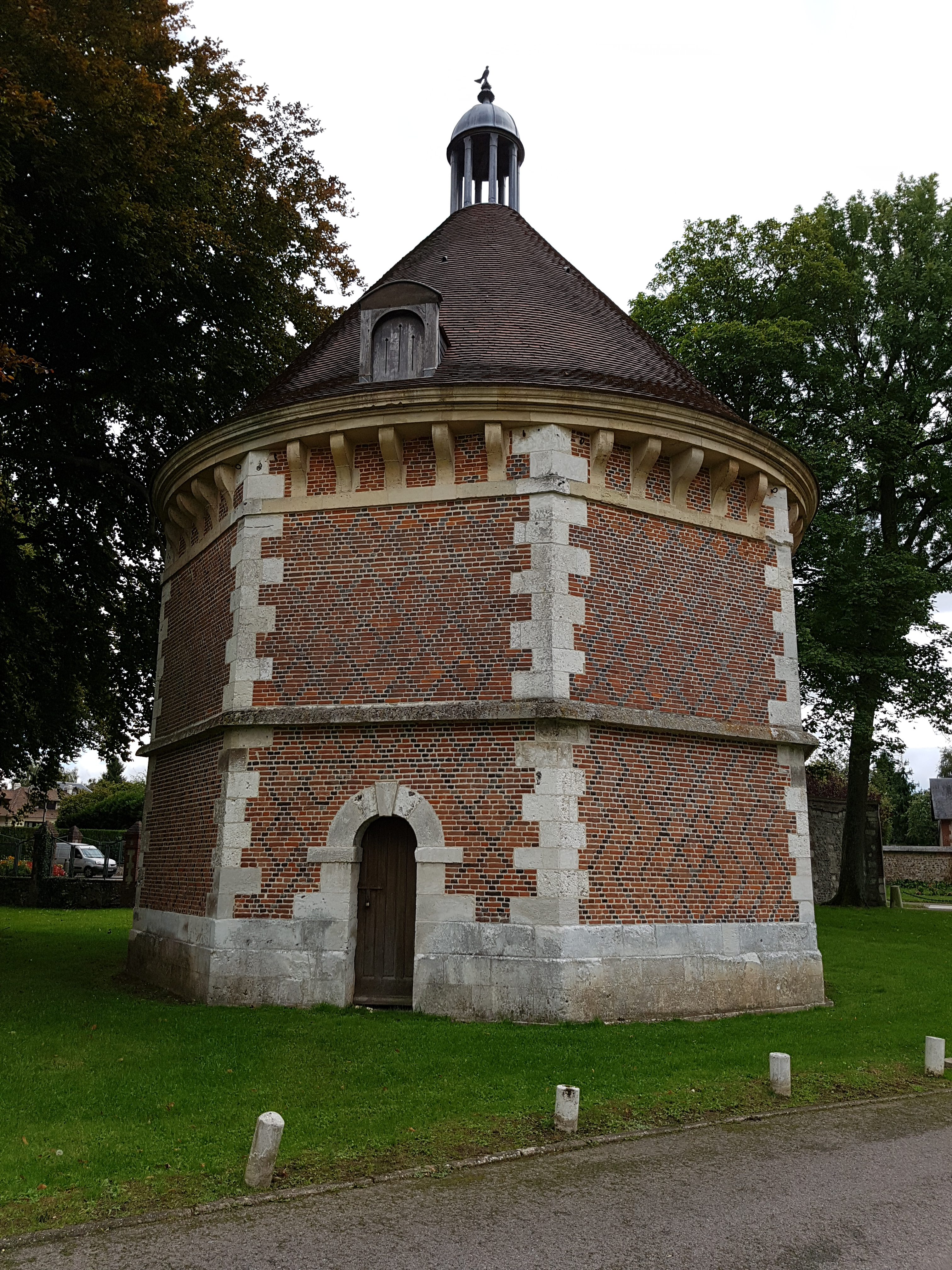
Château de Belbeuf - Colombier
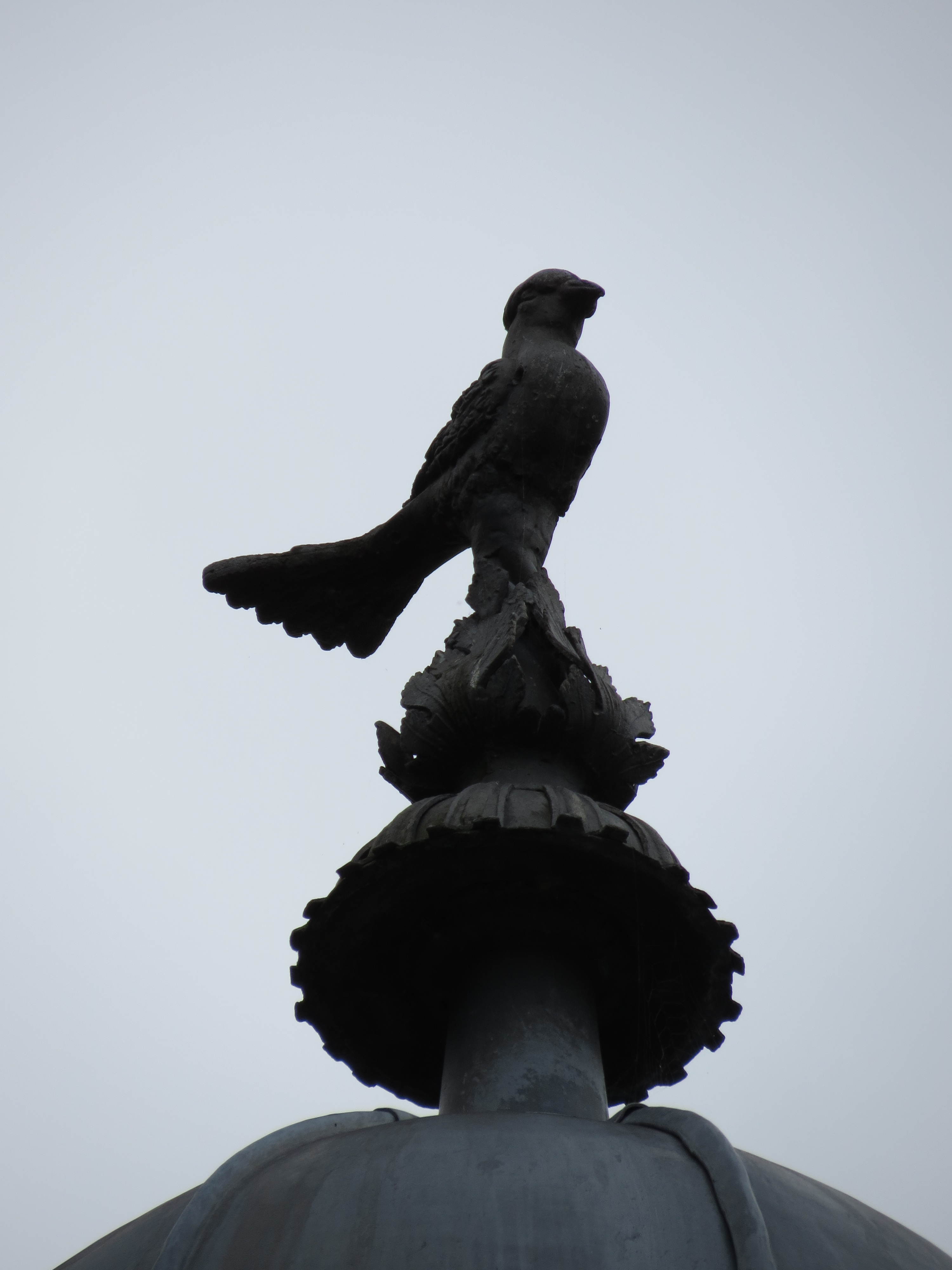
Château de Belbeuf - Faitage du colombier